# 주물롱망글로산

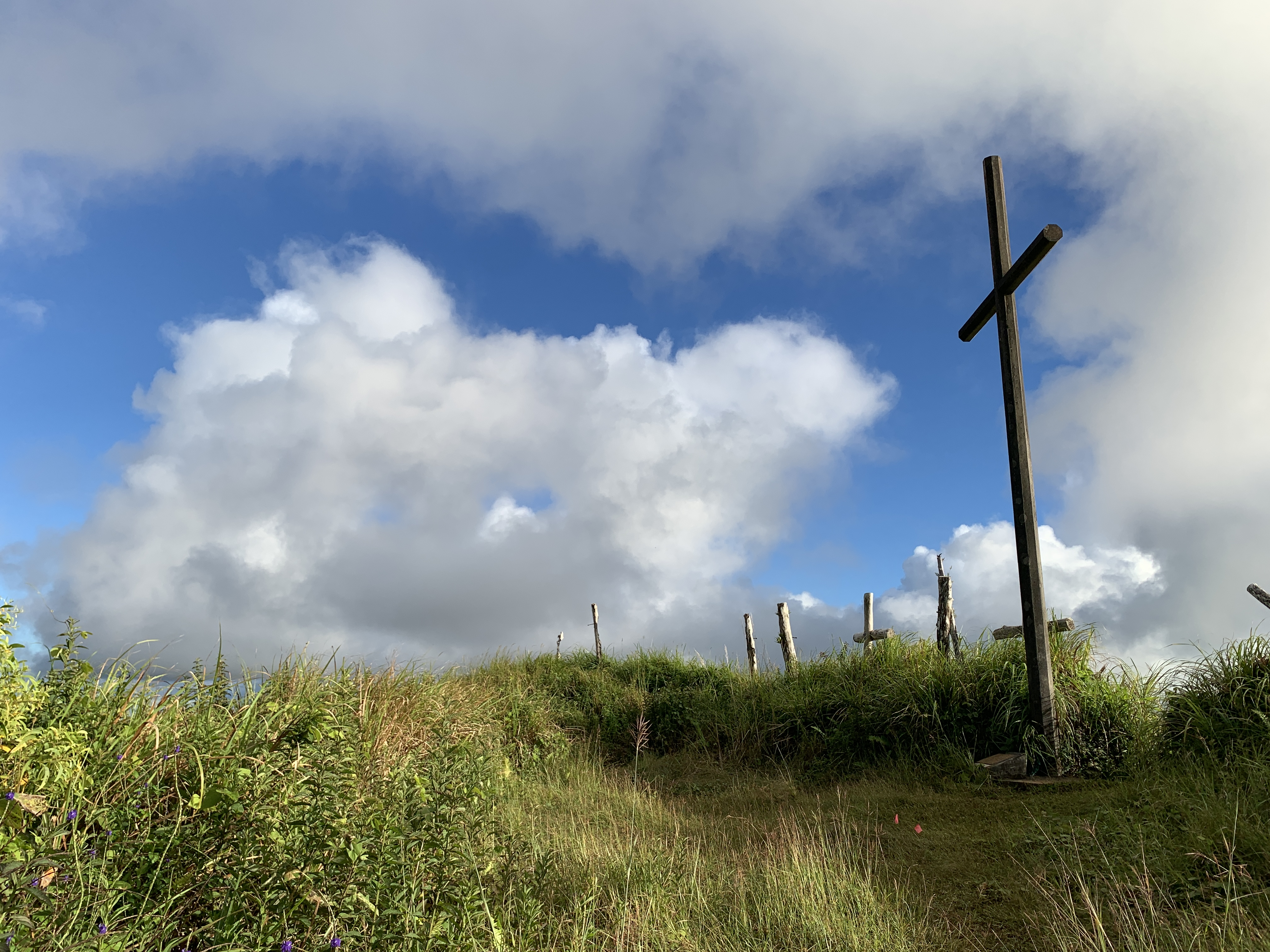
주물롱망글로산

주물롱망글로산(Mount Jumullong Manglo) 혹은 주물롱산은 괌 남서부의 산이다. 고도 391m인 주물롱망글로산은 괌에서 람람산 다음으로 가장 높다. 아가트 마을로부터 6.1km 떨어져 있다.